# Californication (seriál)
Californication je americký televizní seriál společnosti Showtime vysílaný v letech 2007–2014.

## Děj
Hlavním hrdinou je Hank Moody, kterého hraje David Duchovny. Hank je autorem velmi úspěšné knihy „Bůh nás nenávidí všechny.“ Nyní má však tvůrčí krizi, nemůže začít psát další dílo, nemá nápady. Ze všeho nejvíce to klade za vinu tomu, že ho opustila Karen, žena, se kterou má dospívají dceru Beccu (hraje Madeleine Martinová). Aby toho nebylo málo, našla si navíc nového muže, se kterým je krátce zasnoubená a plánují svatbu. Aby se Hank odreagoval, zažívá krátké románky s kýmkoliv, kdo je po ruce, ty však většinou netrvají déle než jednu noc.

### První řada
Vysíláno: 13. srpna – 29. října 2007
Celkem 12 dílů se točí hlavně okolo Hanka a jeho nejlepšího přítele Charlieho Runkla (hraje Evan Handler). Hank se snaží vyrovnat se situací, kdy žije sám, nemá inspiraci, a touží dostat Karen zpět. Mezitím má mnoho problémů. Hned v pilotním díle se vyspí s Miou, dcerou Billa, kterého si má právě Karen brzy vzít. Aby toho nebylo málo je jí teprve 16 let. Po zbytek 1 série ho Mia vydírá, že ho práskne, pokud jí nepomůže. Karen (hraje Natascha McElhone) Hankovi celou první sérii odolává. Konec první série je však pro Hanka příznivý, dostane konečně inspiraci a napíše další knihu. Tu mu však ukradne Mia (hraje Madeline Zima). Hank chce knihu zpět, ale Mia mu vyhrožuje, že prozradí, že spolu měli sex. Po svatbě Hank odjíždí se svou dcerou domů, když v tom přibíhá Karen, která tak pár hodin po svatbě Billa opustila a vrátila se zpět k Hankovi.
První série je plná sexu, cynismu a sarkasmu. Hank se snaží vypořádat se svojí nepsavostí po svém – náhodným sexem na jednu noc. Nebojí se drog a alkohol mu také není cizí. Jeho mluva dokáže urazit většinu lidí se kterými přijde do styku.

### Druhá řada
Vysíláno: 28. září – 14. prosince 2008
Druhá série se nese v podobném duchu jako ta první. Je zde opět 12 dílů. Jako další hlavní postava ale přibyl rockový producent Lew Ashby. Ten přináší do druhé série Hankova „konkurenta“. Je stejně tak zkažený jako on. Nebojí se brát drogy, požívá velké množství alkoholu a souloží stejně jako Hank s kým může. S Hankem se seznámí paradoxně ve vězení, kde ho Lew požádá, aby o něm napsal knihu. A tak Hank pravidelně dochází k němu domů a sleduje ho, co dělá, jak žije a ptá se na minulost. V této sérii, jde Hank tak trochu stranou. Více prostoru je přiřazeno také Charliemu Runcklovi. Ten je vyhozen z práce, má problémy ve vztahu a zamotá se do porno průmyslu, kde ho okouzlí pornoherečka Daisy. Druhá série končí ponuře, Lew Ashby se omylem předávkuje a umírá.

### Třetí řada
Vysíláno: 27. září – 13. prosince 2009
Třetí série pojednává o spletitém příběhu Henka Moodyho a jeho vztahu s metal dcerou a jeho ženou, která je v New Yorku.
Sám Hank Moody se ve slunné Kalifornii stará o dceru,která si našla novou kamarádku. Hank přijme místo učitele na škole, kterou vede Beck"yna (dcera Hanka Moodyho) kamarádky matka. Opět se tu setkáváme s několika sexuálními vztahy Hanka a mnoho žen. I samotná matka kamarádky podlehne šarmu spisovatele. Na konci celé série se vrací Hankova přítelkyně a matka Becky zpět do Kalifornie.

### Čtvrtá řada
Vysíláno: 9. ledna – 27. března 2011
Čtvrtá řada seriálu měla 12 epizod.

### Pátá řada
Vysíláno: 8. ledna – 1. dubna 2012
Rovněž pátá řada seriálu měla 12 epizod.

### Šestá řada
Vysíláno: 13. ledna 2013 – plánováno do dubna 2013
Vysílání šesté řady bylo zahájeno na začátku roku 2013.

## Obsazení
| David Duchovny       | Hank Moody                    |
| Natascha McElhoneová | Karen Van Der Beek            |
| Madeleine Martinová  | Becca Moodyová, Hankova dcera |
| Evan Handler         | Charlie Runkle, Hankův agent  |
| Pamela Adlonová      | Marcy, Charlieho žena         |
| Madeline Zima        | Mia                           |

## Seznam epizod
V první řadě seriálu z roku 2006 bylo natočeno a odvysíláno 12 dílů. Další řady tomuto počtu zůstaly věrny. Český překlad názvů pochází z uvedení Českou televizí.

### 1. řada
1. Californication (Pilot)
2. Pekelná ženská (Hell-A Woman)
3. Děvka babylónská (The Whore of Babylon)
4. Strach a hnus na dobročinném večírku (Fear and Loathing at the Fundraiser)
5. LOL (LOL)
6. Po absintu je srdce něžnější (Absinthe Makes the Heart Grow Fonder)
7. Holky – přerušení (Girls, Interrupted)
8. Kalifornský synek (California Son)
9. Špinavý kšeft (Filthy Lucre)
10. Ďáblova trojka (The Devil's Threesome)
11. Obraťme stránku (Turn the Page)
12. Poslední valčík (The Last Waltz)

### 2. řada
1. Mlsný jazýček (Slip of the Tongue)
2. Velký Ashby (The Great Ashby)
3. Takhle se s dámou nejedná (No Way to Treat a Lady)
4. Syrový a vařený (The Raw & the Cooked)
5. Vagínská čtvrť (Vaginatown)
6. Slasti a strasti (Coke Dick & First Kick)
7. Na samotě (In a Lonely Place)
8. Na mizině v Beverly Hills (Going Down and Out in Beverly Hills)
9. La Ronde (La Ronde)
10. In utero (In Utero)
11. Blues všedního dne (Blues from Laurel Canyon)
12. A žili šťastně… (La Petite Mort)

### 3. řada
1. Kéž bys tu byla (Wish You Were Here)
2. Kraj prznění a strdí (The Land of Rape and Honey)
3. Pravda a žvást (Verities & Balderdash)
4. Zoso (Zoso)
5. Hloupí, ale šťastní (Slow Happy Boys)
6. Ve skleníku (Glass Houses)
7. Víš, je to tak… (So Here's the Thing...)
8. Byt (The Apartment)
9. Pan Špatný Příklad (Mr. Bad Example)
10. Dogtown (Dogtown)
11. Příchody a odchody (Comings & Goings)
12. Mia culpa (Mia Culpa)

### 4. řada
1. Exile on Main St. (Exile on Main St.)
2. Sebevražda osvobodí (Suicide Solution)
3. Domove, sladký domove (Home Sweet Home)
4. Opičárna (Monkey Business)
5. Mrtvolka (Freeze Frame)
6. Právníci, zbraně a prachy (Lawyers, Guns and Money)
7. Odmítnutá (The Rescued)
8. Světla. Kamera. Blbec (Lights, Camera, Asshole)
9. Další krásný den (Another Perfect Day)
10. Soud (The Trial)
11. Poslední večeře (The Last Supper)
12. … a spravedlnost pro všechny (And Justice for All)

### 5. řada
1. Z JFK na LAX (JFK to LAX)
2. Cesta pěsti (The Way of the Fist)
3. Kluci a holky (Boys & Girls)
4. Čekání na zázrak (Waiting for the Miracle)
5. Tři strážníci (The Ride Along)
6. Milostná píseň (Love Song)
7. A je to tu zas (Here I Go Again)
8. Syrovost (Raw)
9. Biják (At the Movies)
10. Úchyláci a děvky (Perverts & Whores)
11. Párty (The Party)
12. V pekle zase není tak zle (Hell Ain't a Bad Place to Be)

### 6. řada
1. (The Unforgiven)
2. (Quitters)
3. (Dead Rock Stars)
4. (Hell Bent for Leather)
5. (Rock and a Hard Place)
6. (In the Clouds)
7. (The Dope Show)
8. (Everybody's a Fucking Critic)
9. (Mad Dogs & Englishmen)
10. (Blind Faith)
11. (The Abby)
12. (I'll Lay My Monsters Down)

## Název
Název seriálu Californication je složeninou dvou slov: Prvním je název amerického státu Kalifornie a druhým je podstatné jméno fornication, které znamená souhlasný pohlavní styk svobodného muže s neprovdanou ženou, v biblickém pojetí tedy smilstvo.
V roce 1999 vydala skupina Red Hot Chili Peppers album se stejným názvem. Televizní společnost Showtime proto kvůli použití titulu zažalovala.